# Yalvaç
Yalvaç – miasto w Turcji w prowincji Isparta.
Według danych na rok 2000 miasto zamieszkiwało 35316 osób.
W tej miejscowości urodził się Mustafa Doğan – były niemiecki piłkarz występujący na pozycji obrońcy.
W starożytności w miejscu tym znajdowała się Antiochia Pizydyjska.